# Deogyusan
Deogyusan, antigamente chamada Togyusan, é uma montanha localizada na Coreia do Sul. Seu ponto mais alto chega a 1.614 metros acima do nível do mar.

## Geografia
Deogyusan fica entre as províncias de Jeolla do Norte e Gyeongsang do Sul, cobrindo porções dos condados de Muju e Jangsu em Jeolla do Norte, e dos condados de Geochang e Hamyang em Gyeongsang do Sul.
A montanha está situada na Baekdudaegan, a principal cordilheira da Península da Coreia. É formada por numerosas saliências que se erguem por vários picos locais, o mais alto é Hyangjeokbong.

## Atrações
Deogyusan é a pedra angular do Parque Nacional Deogyusan, criado em 1975. As atrações do parque incluem a cachoeira Chiryeon e a fortaleza de montanha Cheoksan. É também famoso pelo resort de ski situado em Muju.